# Ares.exe
Ares.exe је верзија црва Gaobot.ee у облику рачунарског вируса .

## Дејство
Вирус инсталира себе под именом "ARES". Функционише као P2P програм за шеровање који са других заражених рачунара скида фајлове разне садржине, попут музике, порнографије па чак и целих игара и по могућности их инсталира. Сам заражени рачунар такође служи као извор фајлова другим зараженим рачунарима.
Било је пријављивано да вирус скида и инсталира спајвер, друге вирусе, тројанце и црве, иако ово није доказано.

## Gaobot.ee
је црв који помоћу споственог СМТП енџина шаље велики број спам имејлова. Црв на зараженом рачунару такође отвара случајно изабран TCP порт и обавештава могуће нападаче на претходно одабраном IRC каналу, покушавајући да деактивира сигурносне системе и алате за надгледање оперативног система.